# Saint-Florent-des-Bois
Saint-Florent-des-Bois is een plaats en voormalige gemeente in het Franse departement Vendée in de regio Pays de la Loire en telt 2364 inwoners (1999). De plaats maakt deel uit van het arrondissement La Roche-sur-Yon.

## Geschiedenis
Saint-Florent-des-Bois is op 1 januari 2016 gefuseerd met de gemeente Chaillé-sous-les-Ormeaux tot de gemeente Rives de l'Yon. 

## Geografie
De oppervlakte van Saint-Florent-des-Bois bedraagt 36,6 km², de bevolkingsdichtheid is 64,6 inwoners per km².
De onderstaande kaart toont de ligging van Saint-Florent-des-Bois met de belangrijkste infrastructuur en aangrenzende gemeenten.

## Demografie
Onderstaande figuur toont het verloop van het inwonertal.